# Бензтропин
Бензтропин (англ. Benzatropine) — антихолинергический препарат, используемый при болезни Паркинсона, паркинсонизме, для устранения нейролептических экстрапирамидных расстройств. Торговое название — Когентин (Cogentine). В России не зарегистрирован, применяются его аналоги — тригексифенидил (циклодол) или бипериден (акинетон).
Бензтропин был одобрен для медицинского применения в Соединенных Штатах в 1954 году. В 2020 году это было 229-е место среди наиболее часто назначаемых лекарств в Соединенных Штатах с более чем 2  миллионами рецептов.
Аналоги бензтропина являются атипичными ингибиторами обратного захвата дофамина, что может сделать их полезными для людей с акатизией, вторичной по отношению к нейролептической терапии.

## Побочные эффекты
В то время как некоторые исследования предполагают, что использование антихолинергических средств увеличивает риск поздней дискинезии (долгосрочный побочный эффект нейролептиков),  другие исследования не обнаружили связи между воздействием антихолинергических средств и риском развития поздней дискинезии хотя симптомы могут ухудшиться. 
Лекарства, уменьшающие холинергическую передачу, могут нарушать хранение новой информации в долговременной памяти. Антихолинергические средства также могут нарушать восприятие времени.